# Lotto Volley League (2023/2024)
Lotto Volley League 2023/2024 – 80. sezon rozgrywek o mistrzostwo Belgii w piłce siatkowej zorganizowany przez Volley Belgium. Zainaugurowany został 14 października 2023 roku i trwał do 28 kwietnia 2024 roku.
W Lotto Volley League uczestniczyło 9 drużyn. Rozgrywki składały się z fazy zasadniczej, fazy play-off, w tym finałów, fazy play-down oraz fazy play-off o 5. miejsce w europejskich pucharach.
Po raz piętnasty mistrzostwo Belgii zdobył klub Knack Roeselare, który w finałach pokonał Greenyard Maaseik. Trzecie miejsce zajął Lindemans Aalst.
Sponsorem tytularnym rozgrywek było przedsiębiorstwo Nationale Loterij organizujące loterię Lotto.

## System rozgrywek
Lotto Volley League w sezonie 2023/2024 składała się z fazy zasadniczej, fazy play-off, w tym finałów, fazy play-down oraz fazy play-off o 5. miejsce w europejskich pucharach.
Faza zasadnicza

W fazie zasadniczej uczestniczyło 9 drużyn. Rozegrały one między sobą po dwa spotkania systemem kołowym (każdy z każdym – mecz u siebie i rewanż na wyjeździe). Sześć najlepszych zespołów awansowało do fazy play-off, natomiast te z miejsc 7-9 trafiły do fazy play-down.
Faza play-off

W fazie play-off sześć najlepszych drużyn fazy zasadniczej rozegrało między sobą po dwa spotkania systemem kołowym (każdy z każdym – mecz u siebie i rewanż na wyjeździe). Zespoły tę fazę rozpoczynały z następującą liczbą punktów:
- 1. drużyna fazy zasadniczej – 5 pkt;
- 2. drużyna fazy zasadniczej – 4 pkt;
- 3. drużyna fazy zasadniczej – 3 pkt;
- 4. drużyna fazy zasadniczej – 2 pkt;
- 5. drużyna fazy zasadniczej – 1 pkt;
- 6. drużyna fazy zasadniczej – 0 pkt.

Dwa najlepsze zespoły awansowały do finałów, te z miejsc 3-4 zakończyły udział w rozgrywkach zgodnie z zajętym miejscem w tabeli, natomiast drużyny z miejsc 5-6 trafiły do fazy play-off o 5. miejsce w europejskich pucharach.
Finały

O mistrzostwo grały dwie najlepsze drużyny fazy play-off. Rywalizacja toczyła się do trzech zwycięstw ze zmianą gospodarza po każdym spotkaniu. Gospodarzem pierwszego meczu był zespół, który w fazie play-off zajął wyższe miejsce.
Faza play-down

W fazie play-down uczestniczyły drużyny, które w fazie zasadniczej zajęły miejsca 7-9. Rozegrały one między sobą po dwa spotkania systemem kołowym (każdy z każdym – mecz u siebie i rewanż na wyjeździe). Zespoły tę fazę rozpoczynały z następującą liczbą punktów:
- 7. drużyna fazy zasadniczej – 2 pkt;
- 8. drużyna fazy zasadniczej – 1 pkt;
- 9. drużyna fazy zasadniczej – 0 pkt.

Dwie najlepsze drużyny fazy play-down trafiły do fazy play-off o 5. miejsce w europejskich pucharach, natomiast ta, która zajęła ostatnie miejsce w tabeli, została sklasyfikowana na 9. miejscu.
Faza play-off o 5. miejsce w europejskich pucharach

Faza play-off o 5. miejsce w europejskich pucharach składała się z półfinałów i finałów. Pary półfinałowe powstały zgodnie z kluczem:
- para 1: 5. miejsce w fazie play-off – 2. miejsce w fazie play-down;
- para 2: 6. miejsce w fazie play-off – 1. miejsce w fazie play-down.

O awansie w parze decydował jeden mecz, którego gospodarzem była drużyna uczestnicząca w fazie play-off. Przegrani w parach zostali sklasyfikowani odpowiednio na miejscach 7-8 zgodnie z wynikami fazy play-off lub fazy play-down.
Zwycięzcy półfinałów rozegrali jeden mecz finałowy o 5. miejsce w klasyfikacji końcowej i prawo udziału w europejskich pucharach. Gospodarzem finału był zespół wyżej rozstawiony.

## Drużyny uczestniczące
W Lotto Volley League w sezonie 2023/2024 uczestniczyło 9 drużyn. W porównaniu z poprzednim sezonem skład rozgrywek się nie zmienił.
| Lotto Volley League 2023/2024                                                         | Lotto Volley League 2023/2024 |                            |
| ------------------------------------------------------------------------------------- | ----------------------------- | -------------------------- |
| Knack Roeselare                                                                       | 1                             | Liga Mistrzów              |
| Greenyard Maaseik                                                                     | 2                             | Liga Mistrzów • Puchar CEV |
| Volley Haasrode Leuven                                                                | 3                             | Puchar CEV                 |
| Caruur Volley Gent                                                                    | 4                             | Puchar CEV                 |
| Decospan Volley Team Menen                                                            | 5                             | Puchar CEV                 |
| Lindemans Aalst                                                                       | 6                             |                            |
| Tectum Achel                                                                          | 7                             |                            |
| Volley Guibertin                                                                      | 8                             |                            |
| Waremme Volley                                                                        | 9                             |                            |
| Oznaczenia: - kolumna druga – miejsce zajęte przez daną drużynę w poprzednim sezonie. |                               |                            |

### Zmiany nazw drużyn
| Nazwa klubu w sezonie 2022/2023 | Nazwa klubu w sezonie 2023/2024 |       |
| ------------------------------- | ------------------------------- | ----- |
| Axis Guibertin                  | Volley Guibertin                | [ 8 ] |

## Hale sportowe
| Drużyna                    | Hala sportowa              | Miejscowość        |
| -------------------------- | -------------------------- | ------------------ |
| Caruur Volley Gent         | Edugo Arena                | Gandawa            |
| Decospan Volley Team Menen | Sportzaal Ter Steenlandt   | Menen              |
| Greenyard Maaseik          | Steengoed Arena            | Maaseik            |
| Knack Roeselare            | Tomabelhal                 | Roeselare          |
| Lindemans Aalst            | Sportcentrum Schotte       | Aalst              |
| Tectum Achel               | Sporthal De Koekoek        | Hamont-Achel       |
| Volley Guibertin           | Centre sportif Jean Moisse | Mont-Saint-Guibert |
| Volley Haasrode Leuven     | Sportoase                  | Leuven             |
| Waremme Volley             | Province Ballons Arena     | Waremme            |
| Źródło:                    |                            |                    |

## Trenerzy
| Drużyna                    | Trener             | Asystent trenera    | *      |
| -------------------------- | ------------------ | ------------------- | ------ |
| Caruur Volley Gent         | Johan Verstappen   | Sven Blansaer       | [ 10 ] |
| Decospan Volley Team Menen | Frank Depestele    | Jelle Sinnesael     | [ 11 ] |
| Greenyard Maaseik          | Fulvio Bertini     | Ivan Janssen        | [ 12 ] |
| Knack Roeselare            | Steven Vanmedegael | Bram Van den Hove   | [ 13 ] |
| Lindemans Aalst            | Christophe Achten  | Joost Van Kerckhove | [ 14 ] |
| Tectum Achel               | Jan Vanvenckenray  | Renzo De Gaspari    | [ 15 ] |
| Volley Guibertin           | Wannes Rosiers     | Sven Govers         | [ 16 ] |
| Volley Haasrode Leuven     | Kris Eyckmans      | Koen Aerts          | [ 17 ] |
| Waremme Volley             | Frédéric Servotte  | Karim Zerou         | [ 18 ] |

### Zmiany trenerów
| Przed sezonem      |                            |                            |        |
| Klub               | Trener w sezonie 2022/2023 | Trener w sezonie 2023/2024 | *      |
| Caruur Volley Gent | Jan Van Huffel             | Johan Verstappen           | [ 19 ] |

## Faza zasadnicza

### Tabela wyników
| Gospodarz \ Gość1          | ROE | MAA | LEU | GNT | MEN | LIN | ACH | GUI | WRM |
| -------------------------- | --- | --- | --- | --- | --- | --- | --- | --- | --- |
| Knack Roeselare            | -   | 3:1 | 3:2 | 3:0 | 1:3 | 3:2 | 3:0 | 3:0 | 3:1 |
| VC Greenyard Maaseik       | 3:1 | -   | 2:3 | 3:0 | 3:0 | 0:3 | 3:0 | 3:1 | 3:0 |
| Volley Haasrode Leuven     | 2:3 | 1:3 | -   | 1:3 | 1:3 | 0:3 | 3:0 | 2:3 | 3:0 |
| Caruur Volley Gent         | 0:3 | 3:1 | 0:3 | -   | 0:3 | 1:3 | 3:0 | 0:3 | 1:3 |
| Decospan Volley Team Menen | 0:3 | 0:3 | 2:3 | 1:3 | -   | 3:0 | 3:0 | 0:3 | 1:3 |
| Lindemans Aalst            | 1:3 | 3:1 | 3:0 | 1:3 | 2:3 | -   | 1:3 | 3:0 | 3:0 |
| Tectum Achel               | 0:3 | 0:3 | 3:2 | 3:1 | 3:1 | 0:3 | -   | 3:0 | 3:1 |
| Volley Guibertin           | 1:3 | 3:1 | 3:2 | 3:2 | 0:3 | 2:3 | 2:3 | -   | 2:3 |
| Waremme Volley             | 2:3 | 0:3 | 0:3 | 3:2 | 3:0 | 2:3 | 3:1 | 3:2 | -   |

Źródło: 
1 Drużyna gospodarzy jest wymieniona po lewej stronie tabeli.
Kolory:
  zwycięstwo gospodarzy 3:0 lub 3:1
  zwycięstwo gospodarzy 3:2
  zwycięstwo gości 3:0 lub 3:1
  zwycięstwo gości 3:2

### Terminarz i wyniki spotkań
| Data                                                            | Godz. | Gospodarz                  | Rezultat                                | Gość                       | Widzów |
| --------------------------------------------------------------- | ----- | -------------------------- | --------------------------------------- | -------------------------- | ------ |
| 1. KOLEJKA                                                      |       |                            |                                         |                            |        |
| 15.10.2023                                                      | 15:00 | Knack Roeselare            | 1:3 (25:20, 23:25, 22:25, 25:27)        | Decospan Volley Team Menen | 835    |
| 29.10.2023                                                      | 18:00 | Volley Guibertin           | 3:1 (26:24, 26:24, 18:25, 25:23)        | Greenyard Maaseik          | 250    |
| 14.10.2023                                                      | 20:30 | Lindemans Aalst            | 1:3 (14:25, 25:19, 19:25, 21:25)        | Caruur Volley Gent         | 435    |
| 15.10.2023                                                      | 15:30 | Tectum Achel               | 3:1 (19:25, 25:20, 25:20, 25:20)        | Waremme Volley             | 375    |
| 2. KOLEJKA                                                      |       |                            |                                         |                            |        |
| 18.10.2023                                                      | 20:30 | Volley Haasrode Leuven     | 3:0 (25:10, 25:23, 25:17)               | Tectum Achel               | 200    |
| 18.10.2023                                                      | 20:30 | Greenyard Maaseik          | 3:0 (25:16, 25:21, 25:21)               | Waremme Volley             | 750    |
| 18.10.2023                                                      | 20:30 | Decospan Volley Team Menen | 3:0 (25:22, 25:22, 25:17)               | Lindemans Aalst            | 450    |
| 18.10.2023                                                      | 20:30 | Knack Roeselare            | 3:0 (25:14, 25:20, 25:22)               | Caruur Volley Gent         | 515    |
| 3. KOLEJKA                                                      |       |                            |                                         |                            |        |
| 21.10.2023                                                      | 20:30 | Tectum Achel               | 0:3 (13:25, 21:25, 31:33)               | Greenyard Maaseik          | 460    |
| 22.10.2023                                                      | 18:00 | Volley Guibertin           | 1:3 (22:25, 23:25, 25:21, 18:25)        | Knack Roeselare            | 250    |
| 21.10.2023                                                      | 20:30 | Decospan Volley Team Menen | 1:3 (14:25, 25:19, 23:25, 17:25)        | Waremme Volley             | 420    |
| 20.10.2023                                                      | 20:30 | Caruur Volley Gent         | 0:3 (22:25, 22:25, 20:25)               | Volley Haasrode Leuven     | 300    |
| 4. KOLEJKA                                                      |       |                            |                                         |                            |        |
| 8.11.2023                                                       | 20:30 | Decospan Volley Team Menen | 1:3 (25:21, 23:25, 20:25, 17:25)        | Caruur Volley Gent         | 300    |
| 8.11.2023                                                       | 20:30 | Waremme Volley             | 3:2 (23:25, 29:27, 22:25, 25:22, 15:7)  | Volley Guibertin           | 210    |
| 8.11.2023                                                       | 20:30 | Greenyard Maaseik          | 2:3 (25:19, 21:25, 21:25, 25:21, 11:15) | Volley Haasrode Leuven     | 880    |
| 9.11.2023                                                       | 20:30 | Lindemans Aalst            | 1:3 (22:25, 23:25, 25:21, 21:25)        | Knack Roeselare            | bd.    |
| 5. KOLEJKA                                                      |       |                            |                                         |                            |        |
| 12.11.2023                                                      | 18:00 | Knack Roeselare            | 3:1 (33:35, 25:23, 25:19, 25:21)        | Greenyard Maaseik          | 1135   |
| 11.11.2023                                                      | 20:30 | Caruur Volley Gent         | 0:3 (23:25, 23:25, 25:27)               | Volley Guibertin           | 310    |
| 12.11.2023                                                      | 14:00 | Waremme Volley             | 0:3 (22:25, 23:25, 12:25)               | Volley Haasrode Leuven     | 225    |
| 11.11.2023                                                      | 20:30 | Tectum Achel               | 0:3 (21:25, 19:25, 19:25)               | Lindemans Aalst            | 323    |
| 6. KOLEJKA                                                      |       |                            |                                         |                            |        |
| 18.11.2023                                                      | 20:30 | Greenyard Maaseik          | 3:0 (25:21, 25:21, 31:29)               | Decospan Volley Team Menen | 620    |
| 19.11.2023                                                      | 14:00 | Waremme Volley             | 2:3 (22:25, 28:26, 25:18, 18:25, 9:15)  | Lindemans Aalst            | 225    |
| 19.11.2023                                                      | 18:00 | Volley Guibertin           | 2:3 (20:25, 25:19, 17:25, 25:21, 12:15) | Tectum Achel               | 200    |
| 19.11.2023                                                      | 18:00 | Volley Haasrode Leuven     | 2:3 (25:13, 21:25, 40:38, 26:28, 6:15)  | Knack Roeselare            | 800    |
| 7. KOLEJKA                                                      |       |                            |                                         |                            |        |
| 25.11.2023                                                      | 20:30 | Lindemans Aalst            | 3:0 (25:19, 25:23, 25:15)               | Volley Haasrode Leuven     | 460    |
| 25.11.2023                                                      | 20:30 | Tectum Achel               | 3:1 (25:14, 28:30, 25:20, 25:21)        | Caruur Volley Gent         | 194    |
| 26.11.2023                                                      | 18:00 | Waremme Volley             | 2:3 (25:23, 26:24, 22:25, 21:25, 14:16) | Knack Roeselare            | 225    |
| 25.11.2023                                                      | 20:30 | Decospan Volley Team Menen | 0:3 (18:25, 23:25, 17:25)               | Volley Guibertin           | 250    |
| 8. KOLEJKA                                                      |       |                            |                                         |                            |        |
| 2.12.2023                                                       | 20:30 | Greenyard Maaseik          | 0:3 (20:25, 20:25, 17:25)               | Lindemans Aalst            | 650    |
| 2.12.2023                                                       | 20:30 | Tectum Achel               | 3:1 (20:25, 25:16, 25:16, 25:21)        | Decospan Volley Team Menen | 195    |
| 3.12.2023                                                       | 18:00 | Volley Haasrode Leuven     | 2:3 (27:25, 22:25, 32:34, 25:22, 10:15) | Volley Guibertin           | 120    |
| 2.12.2023                                                       | 20:30 | Caruur Volley Gent         | 1:3 (20:25, 21:25, 25:14, 18:25)        | Waremme Volley             | 250    |
| 9. KOLEJKA                                                      |       |                            |                                         |                            |        |
| 9.12.2023                                                       | 20:30 | Greenyard Maaseik          | 3:0 (25:16, 25:18, 25:23)               | Caruur Volley Gent         | 700    |
| 8.12.2023                                                       | 20:30 | Decospan Volley Team Menen | 2:3 (21:25, 25:23, 25:20, 20:25, 20:22) | Volley Haasrode Leuven     | 300    |
| 9.12.2023                                                       | 20:30 | Lindemans Aalst            | 3:0 (25:21, 25:18, 25:22)               | Volley Guibertin           | 500    |
| 9.12.2023                                                       | 20:30 | Knack Roeselare            | 3:0 (25:19, 25:22, 25:10)               | Tectum Achel               | 526    |
| 10. KOLEJKA                                                     |       |                            |                                         |                            |        |
| 16.12.2023                                                      | 20:30 | Caruur Volley Gent         | 0:3 (21:25, 18:25, 26:28)               | Decospan Volley Team Menen | bd.    |
| 17.12.2023                                                      | 18:00 | Volley Guibertin           | 2:3 (20:25, 25:18, 21:25, 25:17, 9:15)  | Waremme Volley             | bd.    |
| 17.12.2023                                                      | 18:00 | Volley Haasrode Leuven     | 1:3 (21:25, 17:25, 25:20, 23:25)        | Greenyard Maaseik          | 250    |
| 24.02.2024                                                      | 20:30 | Knack Roeselare            | 3:2 (25:23, 20:25, 21:25, 25:12, 15:6)  | Lindemans Aalst            | 1075   |
| 11. KOLEJKA                                                     |       |                            |                                         |                            |        |
| 24.02.2024                                                      | 20:30 | Decospan Volley Team Menen | 0:3 (22:25, 19:25, 23:25)               | Greenyard Maaseik          | 470    |
| 6.01.2024                                                       | 20:30 | Lindemans Aalst            | 3:0 (25:12, 25:22, 25:12)               | Waremme Volley             | 620    |
| 7.01.2024                                                       | 18:00 | Tectum Achel               | 3:0 (25:16, 25:17, 26:24)               | Volley Guibertin           | 240    |
| 6.01.2024                                                       | 18:30 | Knack Roeselare            | 3:2 (25:17, 25:17, 25:27, 25:27, 15:11) | Volley Haasrode Leuven     | 805    |
| 12. KOLEJKA                                                     |       |                            |                                         |                            |        |
| 27.01.2024                                                      | 20:30 | Decospan Volley Team Menen | 0:3 (17:25, 22:25, 15:25)               | Knack Roeselare            | 600    |
| 13.01.2024                                                      | 20:30 | Greenyard Maaseik          | 3:1 (25:16, 22:25, 25:11, 25:20)        | Volley Guibertin           | 540    |
| 16.01.2024                                                      | 20:30 | Caruur Volley Gent         | 1:3 (22:25, 22:25, 25:23, 17:25)        | Lindemans Aalst            | 125    |
| 14.01.2024                                                      | 14:00 | Waremme Volley             | 3:1 (25:20, 25:12, 19:25, 25:21)        | Tectum Achel               | 315    |
| 13. KOLEJKA                                                     |       |                            |                                         |                            |        |
| 19.01.2024                                                      | 20:30 | Caruur Volley Gent         | 3:1 (25:17, 25:22, 23:25, 25:11)        | Greenyard Maaseik          | 150    |
| 20.01.2024                                                      | 20:30 | Volley Haasrode Leuven     | 1:3 (19:25, 19:25, 25:23, 23:25)        | Decospan Volley Team Menen | 200    |
| 21.01.2024                                                      | 18:00 | Volley Guibertin           | 2:3 (25:20, 25:22, 17:25, 14:25, 13:15) | Lindemans Aalst            | 200    |
| 20.01.2024                                                      | 20:30 | Tectum Achel               | 0:3 (16:25, 14:25, 9:25)                | Knack Roeselare            | 345    |
| 14. KOLEJKA                                                     |       |                            |                                         |                            |        |
| 24.01.2024                                                      | 20:30 | Greenyard Maaseik          | 3:0 (25:15, 25:20, 25:20)               | Tectum Achel               | 800    |
| 24.01.2024                                                      | 20:30 | Knack Roeselare            | 3:0 (25:20, 25:21, 25:18)               | Volley Guibertin           | 550    |
| 24.01.2024                                                      | 20:30 | Waremme Volley             | 3:0 (25:21, 25:23, 25:23)               | Decospan Volley Team Menen | 220    |
| 24.01.2024                                                      | 20:30 | Volley Haasrode Leuven     | 1:3 (25:27, 29:31, 27:25, 17:25)        | Caruur Volley Gent         | 195    |
| 15. KOLEJKA                                                     |       |                            |                                         |                            |        |
| 27.01.2024                                                      | 20:30 | Lindemans Aalst            | 3:1 (25:14, 20:25, 25:14, 27:25)        | Greenyard Maaseik          | 1200   |
| 31.01.2024                                                      | 20:30 | Decospan Volley Team Menen | 3:0 (25:23, 25:21, 25:22)               | Tectum Achel               | 350    |
| 28.01.2024                                                      | 18:00 | Volley Guibertin           | 3:2 (23:25, 25:19, 17:25, 25:20, 15:10) | Volley Haasrode Leuven     | 112    |
| 28.01.2024                                                      | 18:00 | Waremme Volley             | 3:2 (23:25, 25:23, 19:25, 26:24, 15:12) | Caruur Volley Gent         | 300    |
| 16. KOLEJKA                                                     |       |                            |                                         |                            |        |
| 3.02.2024                                                       | 20:30 | Tectum Achel               | 3:2 (17:25, 16:25, 25:18, 25:21, 16:14) | Volley Haasrode Leuven     | 443    |
| 4.02.2024                                                       | 14:00 | Waremme Volley             | 0:3 (23:25, 21:25, 12:25)               | Greenyard Maaseik          | 650    |
| 2.02.2024                                                       | 20:30 | Lindemans Aalst            | 2:3 (25:21, 24:26, 25:21, 23:25, 6:15)  | Decospan Volley Team Menen | 920    |
| 3.02.2024                                                       | 20:30 | Caruur Volley Gent         | 0:3 (17:25, 20:25, 24:26)               | Knack Roeselare            | 200    |
| 17. KOLEJKA                                                     |       |                            |                                         |                            |        |
| 13.02.2024                                                      | 20:30 | Volley Haasrode Leuven     | 0:3 (19:25, 19:25, 15:25)               | Lindemans Aalst            | 400    |
| 23.02.2024                                                      | 20:30 | Caruur Volley Gent         | 3:0 (25:17, 25:18, 26:24)               | Tectum Achel               | 360    |
| 14.02.2024                                                      | 20:30 | Knack Roeselare            | 3:1 (25:21, 25:22, 26:28, 25:17)        | Waremme Volley             | 475    |
| 14.02.2024                                                      | 20:30 | Volley Guibertin           | 0:3 (26:28, 22:25, 16:25)               | Decospan Volley Team Menen | 125    |
| 18. KOLEJKA                                                     |       |                            |                                         |                            |        |
| 17.02.2024                                                      | 20:30 | Greenyard Maaseik          | 3:1 (19:25, 25:23, 25:12, 25:20)        | Knack Roeselare            | 1210   |
| 18.02.2024                                                      | 18:00 | Volley Guibertin           | 3:2 (22:25, 25:22, 25:23, 23:25, 15:12) | Caruur Volley Gent         | 150    |
| 20.02.2024                                                      | 20:30 | Volley Haasrode Leuven     | 3:0 (25:23, 25:19, 25:21)               | Waremme Volley             | 350    |
| 16.02.2024                                                      | 20:30 | Lindemans Aalst            | 1:3 (22:25, 25:14, 23:25, 21:25)        | Tectum Achel               | 850    |
| Wszystkie godziny według czasu lokalnego (UTC+1/UTC+2). Źródło: |       |                            |                                         |                            |        |

### Tabela
| Lp.                                   | Drużyna                    | Pkt | Mecze | Mecze | Mecze | Rodzaj wyniku | Rodzaj wyniku | Rodzaj wyniku | Rodzaj wyniku | Rodzaj wyniku | Rodzaj wyniku | Sety | Sety | Sety  | Małe punkty | Małe punkty | Małe punkty |
| Lp.                                   | Drużyna                    | Pkt | M     | W     | P     | 3:0           | 3:1           | 3:2           | 2:3           | 1:3           | 0:3           | wyg. | prz. | stos. | zdob.       | str.        | stos.       |
| ------------------------------------- | -------------------------- | --- | ----- | ----- | ----- | ------------- | ------------- | ------------- | ------------- | ------------- | ------------- | ---- | ---- | ----- | ----------- | ----------- | ----------- |
| 1                                     | Knack Roeselare            | 38  | 16    | 14    | 2     | 6             | 4             | 4             | 0             | 2             | 0             | 44   | 18   | 2.44  | 1480        | 1292        | 1.15        |
| 2                                     | VC Greenyard Maaseik       | 31  | 16    | 10    | 6     | 7             | 3             | 0             | 1             | 4             | 1             | 36   | 21   | 1.71  | 1332        | 1242        | 1.07        |
| 3                                     | Lindemans Aalst            | 30  | 16    | 10    | 6     | 6             | 2             | 2             | 2             | 3             | 1             | 37   | 24   | 1.54  | 1377        | 1261        | 1.09        |
| 4                                     | Decospan Volley Team Menen | 21  | 16    | 7     | 9     | 4             | 2             | 1             | 1             | 3             | 5             | 26   | 31   | 0.84  | 1276        | 1321        | 0.97        |
| 5                                     | Volley Haasrode Leuven     | 21  | 16    | 6     | 10    | 4             | 0             | 2             | 5             | 3             | 2             | 31   | 34   | 0.91  | 1435        | 1458        | 0.98        |
| 6                                     | Waremme Volley             | 20  | 16    | 7     | 9     | 1             | 3             | 3             | 2             | 2             | 5             | 27   | 36   | 0.75  | 1337        | 1415        | 0.94        |
| 7                                     | Tectum Achel               | 19  | 16    | 7     | 9     | 1             | 4             | 2             | 0             | 1             | 8             | 22   | 35   | 0.63  | 1183        | 1301        | 0.91        |
| 8                                     | Volley Guibertin           | 19  | 16    | 6     | 10    | 2             | 1             | 3             | 4             | 2             | 4             | 28   | 37   | 0.76  | 1383        | 1470        | 0.94        |
| 9                                     | Caruur Volley Gent         | 17  | 16    | 5     | 11    | 1             | 4             | 0             | 2             | 3             | 6             | 22   | 37   | 0.59  | 1317        | 1360        | 0.97        |
| Legenda: faza play-off faza play-down |                            |     |       |       |       |               |               |               |               |               |               |      |      |       |             |             |             |

Źródło: 
Punktacja: 3:0 i 3:1 – 3 pkt; 3:2 – 2 pkt; 2:3 – 1 pkt; 1:3 i 0:3 – 0 pkt
Zasady ustalania kolejności: 1. liczba punktów; 2. liczba zwycięstw; 3. stosunek setów; 4. stosunek małych punktów; 5. bilans w bezpośrednich meczach

## Faza play-off

### Tabela wyników
| Gospodarz \ Gość1          | ROE | MAA | LIN | MEN | LEU | WRM |
| -------------------------- | --- | --- | --- | --- | --- | --- |
| Knack Roeselare            | -   | 3:2 | 3:0 | 3:0 | 3:2 | 3:0 |
| VC Greenyard Maaseik       | 3:1 | -   | 3:0 | 3:0 | 3:0 | 3:0 |
| Lindemans Aalst            | 2:3 | 0:3 | -   | 3:1 | 3:0 | 3:0 |
| Decospan Volley Team Menen | 1:3 | 3:2 | 0:3 | -   | 0:3 | 2:3 |
| Volley Haasrode Leuven     | 2:3 | 1:3 | 3:1 | 3:1 | -   | 3:0 |
| Waremme Volley             | 1:3 | 2:3 | 1:3 | 3:2 | 1:3 | -   |

Źródło: 
1 Drużyna gospodarzy jest wymieniona po lewej stronie tabeli.
Kolory:
  zwycięstwo gospodarzy 3:0 lub 3:1
  zwycięstwo gospodarzy 3:2
  zwycięstwo gości 3:0 lub 3:1
  zwycięstwo gości 3:2

### Terminarz i wyniki spotkań
| Data                                                            | Godz. | Gospodarz                  | Rezultat                                | Gość                       | Widzów |
| --------------------------------------------------------------- | ----- | -------------------------- | --------------------------------------- | -------------------------- | ------ |
| 1. KOLEJKA                                                      |       |                            |                                         |                            |        |
| 2.03.2024                                                       | 20:30 | Lindemans Aalst            | 2:3 (25:21, 14:25, 25:23, 19:25, 11:15) | Knack Roeselare            | 843    |
| 2.03.2024                                                       | 20:30 | Greenyard Maaseik          | 3:0 (30:28, 25:20, 25:21)               | Waremme Volley             | 830    |
| 2.03.2024                                                       | 20:30 | Volley Haasrode Leuven     | 3:1 (29:27, 23:25, 29:27, 25:23)        | Decospan Volley Team Menen | 150    |
| 2. KOLEJKA                                                      |       |                            |                                         |                            |        |
| 6.03.2024                                                       | 20:30 | Knack Roeselare            | 3:2 (22:25, 27:25, 25:18, 22:25, 15:11) | Greenyard Maaseik          | 1875   |
| 6.03.2024                                                       | 20:30 | Waremme Volley             | 1:3 (25:23, 26:28, 22:25, 22:25)        | Volley Haasrode Leuven     | 400    |
| 6.03.2024                                                       | 20:30 | Decospan Volley Team Menen | 0:3 (22:25, 19:25, 21:25)               | Lindemans Aalst            | 420    |
| 3. KOLEJKA                                                      |       |                            |                                         |                            |        |
| 10.03.2024                                                      | 18:00 | Volley Haasrode Leuven     | 1:3 (25:19, 21:25, 23:25, 18:25)        | Greenyard Maaseik          | 300    |
| 9.03.2024                                                       | 20:30 | Lindemans Aalst            | 3:0 (25:20, 25:21, 25:23)               | Waremme Volley             | 540    |
| 13.03.2024                                                      | 20:30 | Decospan Volley Team Menen | 1:3 (21:25, 16:25, 25:20, 21:25)        | Knack Roeselare            | 300    |
| 4. KOLEJKA                                                      |       |                            |                                         |                            |        |
| 16.03.2024                                                      | 20:30 | Greenyard Maaseik          | 3:0 (25:16, 25:20, 25:23)               | Decospan Volley Team Menen | 780    |
| 17.03.2024                                                      | 14:00 | Waremme Volley             | 1:3 (25:18, 24:26, 14:25, 14:25)        | Knack Roeselare            | 250    |
| 17.03.2024                                                      | 18:00 | Volley Haasrode Leuven     | 3:1 (25:18, 21:25, 25:21, 25:21)        | Lindemans Aalst            | 300    |
| 5. KOLEJKA                                                      |       |                            |                                         |                            |        |
| 20.03.2024                                                      | 20:30 | Knack Roeselare            | 3:2 (22:25, 22:25, 35:33, 25:23, 15:10) | Volley Haasrode Leuven     | 1265   |
| 20.03.2024                                                      | 20:30 | Waremme Volley             | 3:2 (25:18, 19:25, 12:25, 25:23, 15:10) | Decospan Volley Team Menen | 150    |
| 20.03.2024                                                      | 20:30 | Greenyard Maaseik          | 3:0 (25:20, 25:21, 25:23)               | Lindemans Aalst            | 790    |
| 6. KOLEJKA                                                      |       |                            |                                         |                            |        |
| 24.03.2024                                                      | 15:00 | Knack Roeselare            | 3:0 (25:21, 27:25, 26:24)               | Lindemans Aalst            | 1028   |
| 24.03.2024                                                      | 14:00 | Waremme Volley             | 2:3 (25:23, 24:26, 23:25, 25:19, 15:17) | Greenyard Maaseik          | 390    |
| 23.03.2024                                                      | 20:30 | Decospan Volley Team Menen | 0:3 (21:25, 17:25, 21:25)               | Volley Haasrode Leuven     | 250    |
| 7. KOLEJKA                                                      |       |                            |                                         |                            |        |
| 29.03.2024                                                      | 20:30 | Volley Haasrode Leuven     | 2:3 (15:25, 25:21, 25:23, 18:25, 9:15)  | Knack Roeselare            | 600    |
| 29.03.2024                                                      | 20:30 | Decospan Volley Team Menen | 2:3 (25:19, 21:25, 19:25, 25:16, 15:17) | Waremme Volley             | 320    |
| 29.03.2024                                                      | 20:30 | Lindemans Aalst            | 0:3 (17:25, 25:27, 16:25)               | Greenyard Maaseik          | 945    |
| 8. KOLEJKA                                                      |       |                            |                                         |                            |        |
| 3.04.2024                                                       | 20:30 | Greenyard Maaseik          | 3:0 (25:20, 25:20, 25:21)               | Volley Haasrode Leuven     | 940    |
| 3.04.2024                                                       | 20:30 | Waremme Volley             | 1:3 (20:25, 25:19, 20:25, 17:25)        | Lindemans Aalst            | 225    |
| 3.04.2024                                                       | 20:30 | Knack Roeselare            | 3:0 (25:15, 25:16, 25:21)               | Decospan Volley Team Menen | 1235   |
| 9. KOLEJKA                                                      |       |                            |                                         |                            |        |
| 6.04.2024                                                       | 20:30 | Greenyard Maaseik          | 3:1 (23:25, 25:23, 25:22, 26:24)        | Knack Roeselare            | 2130   |
| 10.04.2024                                                      | 20:30 | Volley Haasrode Leuven     | 3:0 (25:22, 25:15, 25:22)               | Waremme Volley             | 400    |
| 6.04.2024                                                       | 20:30 | Lindemans Aalst            | 3:1 (25:21, 27:25, 21:25, 25:20)        | Decospan Volley Team Menen | 540    |
| 10. KOLEJKA                                                     |       |                            |                                         |                            |        |
| 13.04.2024                                                      | 20:30 | Decospan Volley Team Menen | 3:2 (25:21, 16:25, 25:22, 15:25, 16:14) | Greenyard Maaseik          | 250    |
| 13.04.2024                                                      | 20:30 | Knack Roeselare            | 3:0 (25:12, 25:19, 25:17)               | Waremme Volley             | 1035   |
| 13.04.2024                                                      | 20:30 | Lindemans Aalst            | 3:0 (27:25, 25:17, 25:20)               | Volley Haasrode Leuven     | 720    |
| Wszystkie godziny według czasu lokalnego (UTC+1/UTC+2). Źródło: |       |                            |                                         |                            |        |

### Tabela
| Lp.                                                                 | Drużyna                    | Pkt | Mecze | Mecze | Mecze | Rodzaj wyniku | Rodzaj wyniku | Rodzaj wyniku | Rodzaj wyniku | Rodzaj wyniku | Rodzaj wyniku | Sety | Sety | Sety  | Małe punkty | Małe punkty | Małe punkty |
| Lp.                                                                 | Drużyna                    | Pkt | M     | W     | P     | 3:0           | 3:1           | 3:2           | 2:3           | 1:3           | 0:3           | wyg. | prz. | stos. | zdob.       | str.        | stos.       |
| ------------------------------------------------------------------- | -------------------------- | --- | ----- | ----- | ----- | ------------- | ------------- | ------------- | ------------- | ------------- | ------------- | ---- | ---- | ----- | ----------- | ----------- | ----------- |
| 1                                                                   | VC Greenyard Maaseik       | 29  | 10    | 8     | 2     | 5             | 2             | 1             | 2             | 0             | 0             | 28   | 10   | 2.8   | 896         | 812         | 1.1         |
| 2                                                                   | Knack Roeselare            | 28  | 10    | 9     | 1     | 3             | 2             | 4             | 0             | 1             | 0             | 28   | 13   | 2.15  | 959         | 835         | 1.15        |
| 3                                                                   | Lindemans Aalst            | 19  | 10    | 5     | 5     | 3             | 2             | 0             | 1             | 1             | 3             | 18   | 17   | 1.06  | 790         | 796         | 0.99        |
| 4                                                                   | Volley Haasrode Leuven     | 18  | 10    | 5     | 5     | 2             | 3             | 0             | 2             | 1             | 2             | 20   | 18   | 1.11  | 871         | 874         | 1           |
| 5                                                                   | Decospan Volley Team Menen | 6   | 10    | 1     | 9     | 0             | 0             | 1             | 2             | 3             | 4             | 10   | 29   | 0.34  | 811         | 904         | 0.9         |
| 6                                                                   | Waremme Volley             | 5   | 10    | 2     | 8     | 0             | 0             | 2             | 1             | 3             | 4             | 11   | 28   | 0.39  | 804         | 910         | 0.88        |
| Legenda: finały faza play-off o 5. miejsce w europejskich pucharach |                            |     |       |       |       |               |               |               |               |               |               |      |      |       |             |             |             |

Źródło: 
Punktacja: 3:0 i 3:1 – 3 pkt; 3:2 – 2 pkt; 2:3 – 1 pkt; 1:3 i 0:3 – 0 pkt
Zasady ustalania kolejności: 1. liczba punktów; 2. liczba zwycięstw; 3. stosunek setów; 4. stosunek małych punktów; 5. bilans w bezpośrednich meczach
Uwaga: Drużyny fazę play-off rozpoczęły z następującą liczbą punktów: Knack Roeselare – 5 pkt; Greenyard Maaseik – 4 pkt; Lindemans Aalst – 3 pkt; Decospan Volley Team Menen – 2 pkt; Volley Haasrode Leuven – 1 pkt; Waremme Volley – 0 pkt.

## Finały
Format: do trzech zwycięstw
| Data                  | Godz.                 | Gospodarz             | Rezultat                               | Gość                | Widzów              |
| --------------------- | --------------------- | --------------------- | -------------------------------------- | ------------------- | ------------------- |
| Greenyard Maaseik (1) | Greenyard Maaseik (1) | Greenyard Maaseik (1) | 2 – 3                                  | (2) Knack Roeselare | (2) Knack Roeselare |
| 18.04.2024            | 20:30                 | Greenyard Maaseik     | 3:1 (25:21, 31:29, 21:25, 25:19)       | Knack Roeselare     | 2040                |
| 20.04.2024            | 20:30                 | Knack Roeselare       | 3:1 (25:22, 27:29, 25:15, 25:20)       | Greenyard Maaseik   | 1445                |
| 23.04.2024            | 20:30                 | Greenyard Maaseik     | 0:3 (22:25, 19:25, 24:26)              | Knack Roeselare     | 2580                |
| 25.04.2024            | 20:30                 | Knack Roeselare       | 2:3 (25:19, 19:25, 26:24, 16:25, 8:15) | Greenyard Maaseik   | 2035                |
| 28.04.2024            | 18:00                 | Greenyard Maaseik     | 0:3 (22:25, 20:25, 23:25)              | Knack Roeselare     | 3000                |

Źródło: 

## Faza play-down

### Tabela wyników
| Gospodarz \ Gość1  | ACH | GUI | GNT |
| ------------------ | --- | --- | --- |
| Tectum Achel       | -   | 3:1 | 2:3 |
| Volley Guibertin   | 2:3 | -   | 3:2 |
| Caruur Volley Gent | 2:3 | 3:1 | -   |

Źródło: 
1 Drużyna gospodarzy jest wymieniona po lewej stronie tabeli.
Kolory:
  zwycięstwo gospodarzy 3:0 lub 3:1
  zwycięstwo gospodarzy 3:2
  zwycięstwo gości 3:0 lub 3:1
  zwycięstwo gości 3:2

### Terminarz i wyniki spotkań
| Data                                                            | Godz. | Gospodarz          | Rezultat                                | Gość               | Widzów |
| --------------------------------------------------------------- | ----- | ------------------ | --------------------------------------- | ------------------ | ------ |
| I RUNDA                                                         |       |                    |                                         |                    |        |
| 2.03.2024                                                       | 20:30 | Tectum Achel       | 2:3 (25:17, 27:25, 25:27, 13:25, 12:15) | Caruur Volley Gent | 187    |
| 16.03.2024                                                      | 20:30 | Caruur Volley Gent | 3:1 (25:18, 25:18, 14:25, 25:15)        | Volley Guibertin   | 80     |
| 24.03.2024                                                      | 18:00 | Volley Guibertin   | 2:3 (19:25, 25:20, 23:25, 25:23, 12:15) | Tectum Achel       | 250    |
| II RUNDA                                                        |       |                    |                                         |                    |        |
| 29.03.2024                                                      | 20:30 | Caruur Volley Gent | 2:3 (27:25, 25:21, 27:29, 22:25, 11:15) | Tectum Achel       | 110    |
| 6.04.2024                                                       | 20:30 | Tectum Achel       | 3:1 (35:33, 15:25, 25:15, 25:21)        | Volley Guibertin   | 375    |
| 14.04.2024                                                      | 18:00 | Volley Guibertin   | 3:2 (19:25, 27:25, 22:25, 29:27, 15:12) | Caruur Volley Gent | bd.    |
| Wszystkie godziny według czasu lokalnego (UTC+1/UTC+2). Źródło: |       |                    |                                         |                    |        |

### Tabela
| Lp.                                                          | Drużyna            | Pkt | Mecze | Mecze | Mecze | Rodzaj wyniku | Rodzaj wyniku | Rodzaj wyniku | Rodzaj wyniku | Rodzaj wyniku | Rodzaj wyniku | Sety | Sety | Sety  | Małe punkty | Małe punkty | Małe punkty |
| Lp.                                                          | Drużyna            | Pkt | M     | W     | P     | 3:0           | 3:1           | 3:2           | 2:3           | 1:3           | 0:3           | wyg. | prz. | stos. | zdob.       | str.        | stos.       |
| ------------------------------------------------------------ | ------------------ | --- | ----- | ----- | ----- | ------------- | ------------- | ------------- | ------------- | ------------- | ------------- | ---- | ---- | ----- | ----------- | ----------- | ----------- |
| 1                                                            | Tectum Achel       | 10  | 4     | 3     | 1     | 0             | 1             | 2             | 1             | 0             | 0             | 11   | 8    | 1.38  | 425         | 419         | 1.01        |
| 2                                                            | Caruur Volley Gent | 7   | 4     | 2     | 2     | 0             | 1             | 1             | 2             | 0             | 0             | 10   | 9    | 1.11  | 424         | 405         | 1.05        |
| 3                                                            | Volley Guibertin   | 4   | 4     | 1     | 3     | 0             | 0             | 1             | 1             | 2             | 0             | 7    | 11   | 0.64  | 386         | 411         | 0.94        |
| Legenda: faza play-off o 5. miejsce w europejskich pucharach |                    |     |       |       |       |               |               |               |               |               |               |      |      |       |             |             |             |

Źródło: 
Punktacja: 3:0 i 3:1 – 3 pkt; 3:2 – 2 pkt; 2:3 – 1 pkt; 1:3 i 0:3 – 0 pkt
Zasady ustalania kolejności: 1. liczba punktów; 2. liczba zwycięstw; 3. stosunek setów; 4. stosunek małych punktów; 5. bilans w bezpośrednich meczach
Uwaga: Drużyny fazę play-down rozpoczęły z następującą liczbą punktów: Tectum Achel – 2 pkt; Volley Guibertin – 1 pkt; Caruur Volley Gent – 0 pkt.

## Faza play-off o 5. miejsce w europejskich pucharach
Wszystkie godziny według czasu lokalnego (UTC+2).
Półfinały
| Data       | Godz. | Gospodarz                  | Rezultat                                | Gość               | Widzów |
| ---------- | ----- | -------------------------- | --------------------------------------- | ------------------ | ------ |
| 19.04.2024 | 20:30 | Decospan Volley Team Menen | 3:2 (30:28, 25:17, 25:27, 20:25, 15:9)  | Caruur Volley Gent | 350    |
| 21.04.2024 | 14:00 | Waremme Volley             | 3:2 (25:20, 18:25, 25:22, 26:28, 15:11) | Tectum Achel       | 310    |

Finał
| Data       | Godz. | Gospodarz                  | Rezultat                         | Gość           | Widzów |
| ---------- | ----- | -------------------------- | -------------------------------- | -------------- | ------ |
| 26.04.2024 | 20:30 | Decospan Volley Team Menen | 3:1 (25:20, 19:25, 25:23, 25:18) | Waremme Volley | 500    |

Źródło: 

## Klasyfikacja końcowa
| Poz. | Drużyna                    |
| ---- | -------------------------- |
| 1.   | Knack Roeselare            |
| 2.   | Greenyard Maaseik          |
| 3.   | Lindemans Aalst            |
| 4.   | Volley Haasrode Leuven     |
| 5.   | Decospan Volley Team Menen |
| 6.   | Waremme Volley             |
| 7.   | Tectum Achel               |
| 8.   | Caruur Volley Gent         |
| 9.   | Volley Guibertin           |

     Eliminacje Ligi Mistrzów 2024/2025
     Puchar CEV 2024/2025
     Puchar Challenge 2024/2025